# Protaetia fuscovirens
Protaetia fuscovirens är en skalbaggsart som beskrevs av Thierry Bourgoin 1916. Protaetia fuscovirens ingår i släktet Protaetia och familjen Cetoniidae. Inga underarter finns listade i Catalogue of Life.